# Fouquières-lès-Béthune
Pour les articles homonymes, voir Fouquières.
Fouquières-lès-Béthune, localement dénommée  Fouquières-lez-Béthune est une commune française située dans le département du Pas-de-Calais en région Hauts-de-France. 

## Géographie

### Localisation
Localisée dans l'est du département du Pas-de-Calais, Fouquières-lès-Béthune est une commune périurbaine du bassin minier du Nord-Pas-de-Calais limitrophe, au nord, de la commune de Béthune (chef-lieu d'arrondissement).
Le territoire de la commune est limitrophe de ceux de six communes.
Les communes limitrophes sont  Béthune, Fouquereuil, Gosnay, Hesdigneul-lès-Béthune, Vaudricourt et Verquin.

### Géologie et relief
La superficie de la commune est de 2,42 km2 ; son altitude varie de 23  à   49 m.

### Hydrographie

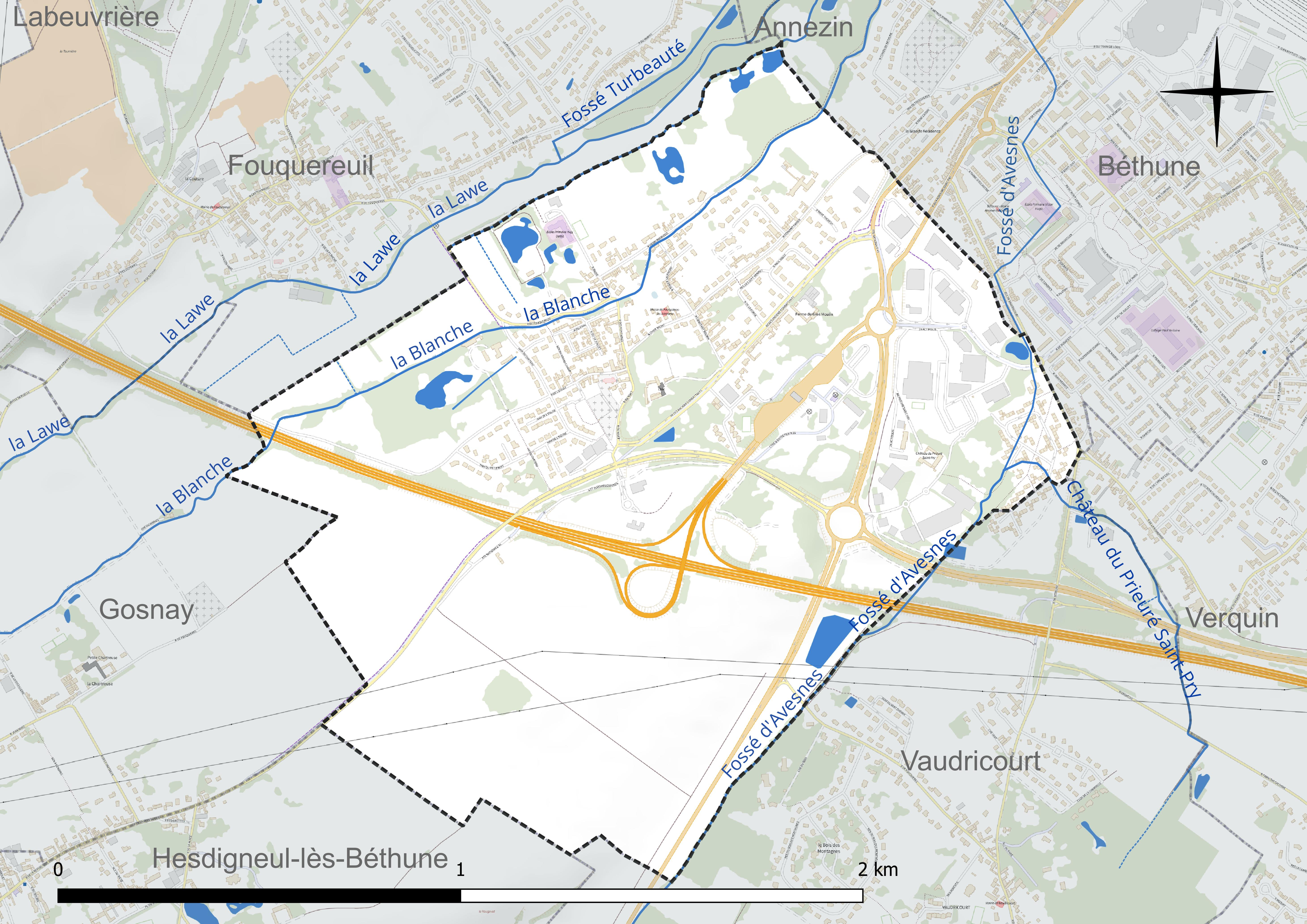
Carte hydrographique de la commune.

Le territoire de la commune est situé dans le bassin Artois-Picardie.
La commune est traversée par trois cours d'eau :
- le Fossé d'Avesnes, d'une longueur de 9,41 km, qui prend sa source dans la commune d'Haillicourt et se jette dans la Blanche au niveau de la commune de Béthune[4] ;
- la Blanche, d'une longueur de 4,48 km, qui prend sa source dans la commune de Gosnay et se jette dans la Lawe au niveau de la commune de Béthune[5] ;
- le Château du Prieuré Saint-Pry, d'une longueur de 1,1 km, qui prend sa source dans la commune de Vaudricourt et se jette dans le Fossé d'Avesnes au niveau de la commune[6].

### Climat
Pour des articles plus généraux, voir Climat des Hauts-de-France et Climat du Pas-de-Calais.
En 2010, le climat de la commune est de type climat océanique dégradé des plaines du Centre et du Nord, selon une étude du CNRS s'appuyant sur une série de données couvrant la période 1971-2000. En 2020, Météo-France publie une typologie des climats de la France métropolitaine dans laquelle la commune est exposée à un climat océanique et est dans la région climatique Côtes de la Manche orientale, caractérisée par un faible ensoleillement (1 550 h/an) ; forte humidité de l’air (plus de 20 h/jour avec humidité relative > 80 % en hiver), vents forts fréquents.
Pour la période 1971-2000, la température annuelle moyenne est de 10,5 °C, avec une amplitude thermique annuelle de 14 °C. Le cumul annuel moyen de précipitations est de 737 mm, avec 12,1 jours de précipitations en janvier et 8,7 jours en juillet. Pour la période 1991-2020, la température moyenne annuelle observée sur la station météorologique la plus proche, située sur la commune de Lillers à 11 km à vol d'oiseau, est de 11,1 °C et le cumul annuel moyen de précipitations est de 731,5 mm,. Pour l'avenir, les paramètres climatiques de la commune estimés pour 2050 selon différents scénarios d'émission de gaz à effet de serre sont consultables sur un site dédié publié par Météo-France en novembre 2022.

### Milieux naturels et biodiversité

#### Espèces faunistiques et floristiques recensées
Le site de l’Inventaire national du patrimoine naturel (INPN) recense 65 espèces faunistiques et floristiques sur le territoire de la commune dont 7 protégées et 2 taxons (espèces et sous-espèces) menacées et quasi-menacées.

## Urbanisme

### Typologie
Au 1er janvier 2024, Fouquières-lès-Béthune est catégorisée ceinture urbaine, selon la nouvelle grille communale de densité à sept niveaux définie par l'Insee en 2022.
Elle appartient à l'unité urbaine de Béthune, une agglomération inter-départementale regroupant 94  communes, dont elle est une commune de la banlieue,,. Par ailleurs la commune fait partie de l'aire d'attraction de Béthune, dont elle est une commune de la couronne,. Cette aire, qui regroupe 23 communes, est catégorisée dans les aires de 50 000 à moins de 200 000 habitants,.

### Occupation des sols

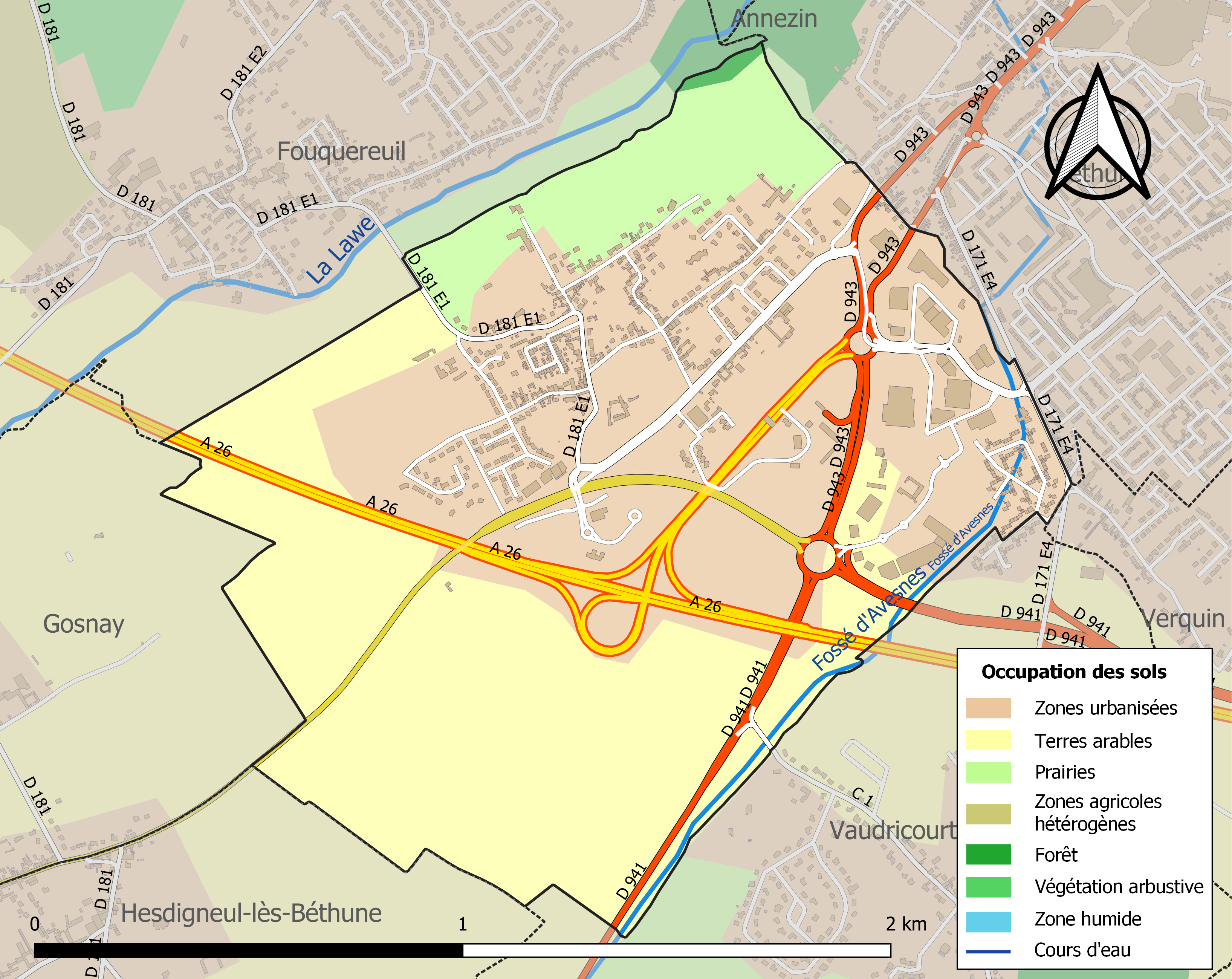
Carte des infrastructures et de l'occupation des sols de la commune en 2018 (CLC).

L'occupation des sols de la commune, telle qu'elle ressort de la base de données européenne d’occupation biophysique des sols Corine Land Cover (CLC), est marquée par l'importance des territoires artificialisés (50,2 % en 2018), en augmentation par rapport à 1990 (47,8 %). La répartition détaillée en 2018 est la suivante : 
terres arables (41,2 %), zones urbanisées (35,1 %), zones industrielles ou commerciales et réseaux de communication (15 %), prairies (8,4 %), forêts (0,3 %). L'évolution de l’occupation des sols de la commune et de ses infrastructures peut être observée sur les différentes représentations cartographiques du territoire : la carte de Cassini (XVIIIe siècle), la carte d'état-major (1820-1866) et les cartes ou photos aériennes de l'IGN pour la période actuelle (1950 à aujourd'hui).

### Habitat et logement
En 2020, le nombre total de logements dans la commune était de 491, alors qu'il était de 466 en 2015 et de 469 en 2010.
Parmi ces logements, 94,7 % étaient des résidences principales, 0,4 % des résidences secondaires et 4,9 % des logements vacants. Ces logements étaient pour 92,6 % d'entre eux des maisons individuelles et pour 5,2 % des appartements.
Le tableau ci-dessous présente la typologie des logements à Fouquières-lès-Béthune en 2020 en comparaison avec celle du Pas-de-Calais et de la France entière. Une caractéristique marquante du parc de logements est ainsi la faible proportion des résidences secondaires et logements occasionnels (0,4 %) par rapport au département (6,5 %) et à la France entière (9,7 %).
| Typologie                                               | Fouquières-lès-Béthune | Pas-de-Calais | France entière |
| ------------------------------------------------------- | ---------------------- | ------------- | -------------- |
| Résidences principales (en %)                           | 94,7                   | 86,1          | 82,1           |
| Résidences secondaires et logements occasionnels (en %) | 0,4                    | 6,5           | 9,7            |
| Logements vacants (en %)                                | 4,9                    | 7,5           | 8,2            |

### Voies de communication et transports

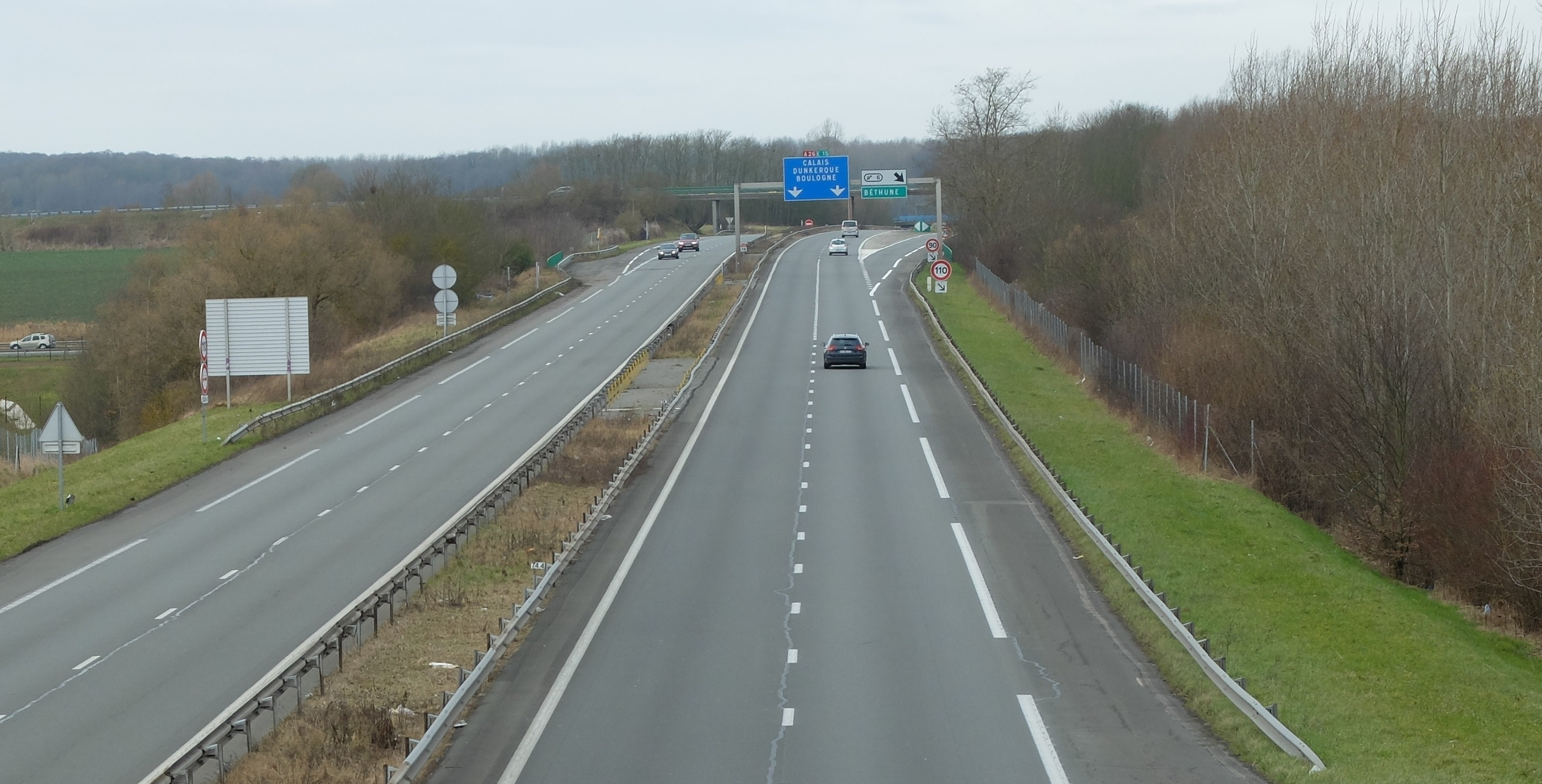
Vue de la sortie 6 de l'A26 qui se situe sur le territoire de Fouquières-lès-Béthune.

La commune se situe à la jonction de la RD 181 et des RN 41 (RD 941) et RN 43 (RD 943). Elle est desservie par la sortie no 6  de l'autoroute A26, dite l'autoroute des Anglais.
La commune se trouve à 4 km, au sud-ouest, la gare de Béthune, située sur les lignes d'Arras à Dunkerque-Locale et de Fives à Abbeville, desservie par des TGV inOui et des trains régionaux du réseau TER Hauts-de-France.

## Toponymie

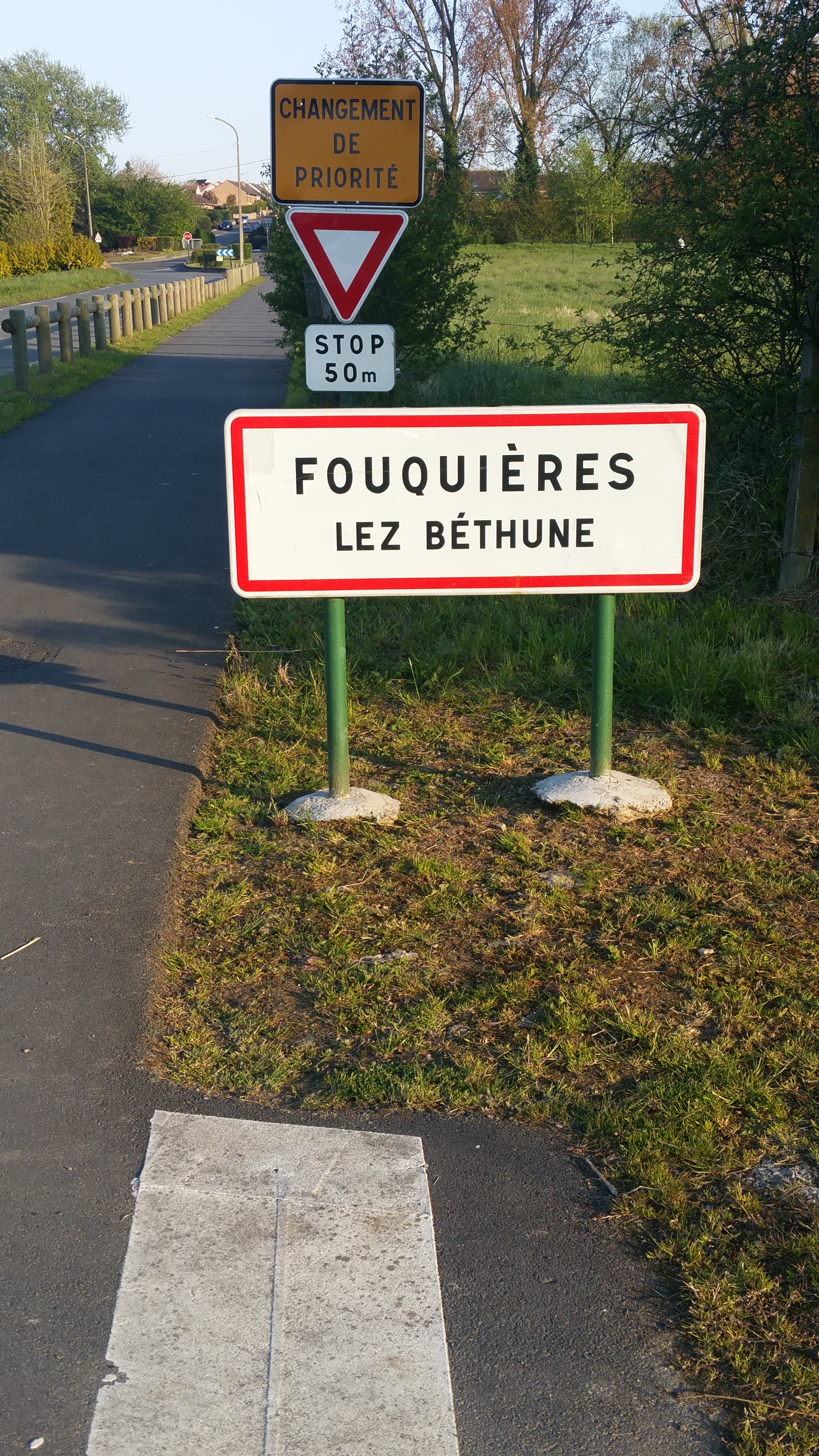
Graphie locale du nom de la commune.

Le nom de la localité est attesté sous les formes Foscharies en 1104 ; Fuscheriæ en 1110 ; Fuskires en 1143 ; Fucheræ en 1163 ; Foskeres vers 1190 ; Fouskieres en 1215 ; Fouscheires, Foukieres, Fouquieres en 1323 ; Fousquieres en 1329; Foucquieres en 1793 ; Fouquières et Fouquières-lès-Béthune depuis 1801.
L'orthographe Fouquières-lez-Béthune est utilisée blocalement, notamment par la mairie, alors que le nom officiel de la commune est bien Fouquières-lès-Béthune
Pluriel de l'équivalent picard, de oïl fouchière « fougère » , attesté sous les formes ferquére, funquière.

## Histoire

### Ancien régime
Avant la Révolution française, Fouquières est le siège d'une seigneurie.

#### Seigneurs de Fouquières
- Édouard Jacques Doresmieux, ancien échevin de Saint-Omer, marié à Catherine Le Roulx achète en 1700
« Tombeau (stèle funéraire) de Marie-Louise-Antoinette Lœuillieux », notice no IA62005359, sur la plateforme ouverte du patrimoine, base Mérimée, ministère français de la Culture la seigneurie de Fouquières, avec le château de Fouquières, au marquis de Saluces-Bernemicourt.
- Jacques François Doresmieux, fils d'Édouard Jacques, seigneur de Fouquières, vit au XVIIIe siècle et meurt avant 1777. De son vivant, il était député des États d'Artois à la cour de France pour la noblesse[23].
- Jacques Joseph Alexandre Doresmieux de Fouquières, fils de Jacques François, seigneur de Fouquières, obtient le 5 janvier 1769 un brevet l'autorisant à décorer ses armes d'une couronne de marquis. Ses frères et sœurs obtiennent le 15 août 1777 un brevet donné à Versailles les autorisant à agir de même. Sont concernés :

1. Alexandre Constant Doresmieux, capitaine des grenadiers au régiment d'Auxerrois
2. Jean-Baptiste Joseph Doresmieux, chanoine gradué noble de Saint-Omer
3. Alexandre Doresmieux, abbé de l'abbaye du Mont-Saint-Éloi
4. Ferdinand Doresmieux, religieux de l'abbaye Saint-Bertin de Saint-Omer
5. Marie Thérèse Primitive, Eugénie Françoise, Marie Albertine Doresmieux[23].

- Alexandre Constant Doresmieux, cité ci-dessus, reprend la seigneurie de Fouquières après la mort de son frère aîné. Il émigre lors de la Révolution française.

La Révolution française met fin à la seigneurie de Fouquières. Les descendants du dernier seigneur restent propriétaires du château de Fouquières et continuent à jouer un rôle dans le vie de la commune.

### Époque contemporaine
La fosse no 11 de la Compagnie des mines de Nœux était un charbonnage constitué d'un seul puits.

Fouquières-lès-Béthune au tout début du XXe siècle
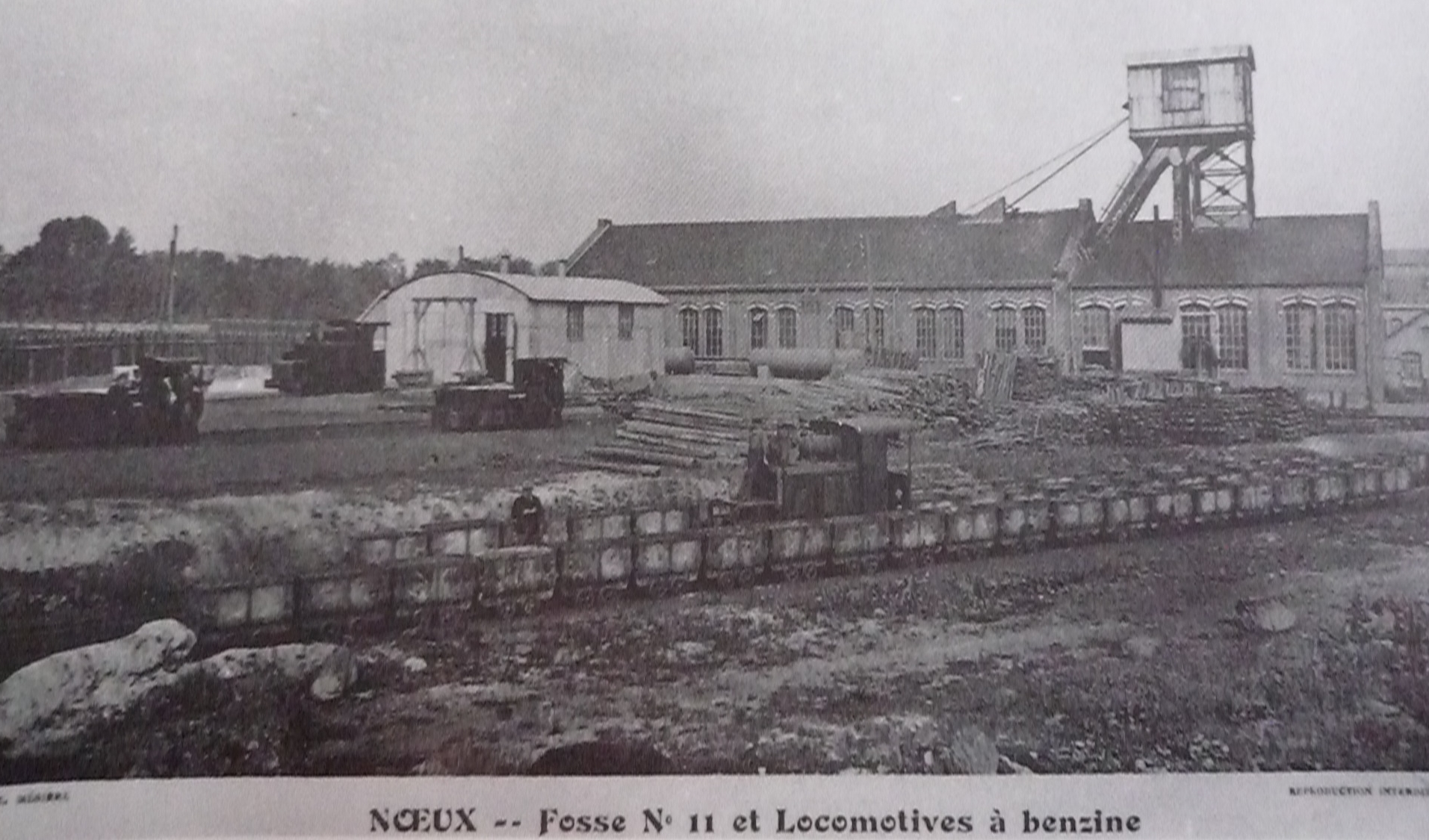
Fosse n°11 et Locomotive à benzine, vers 1925.
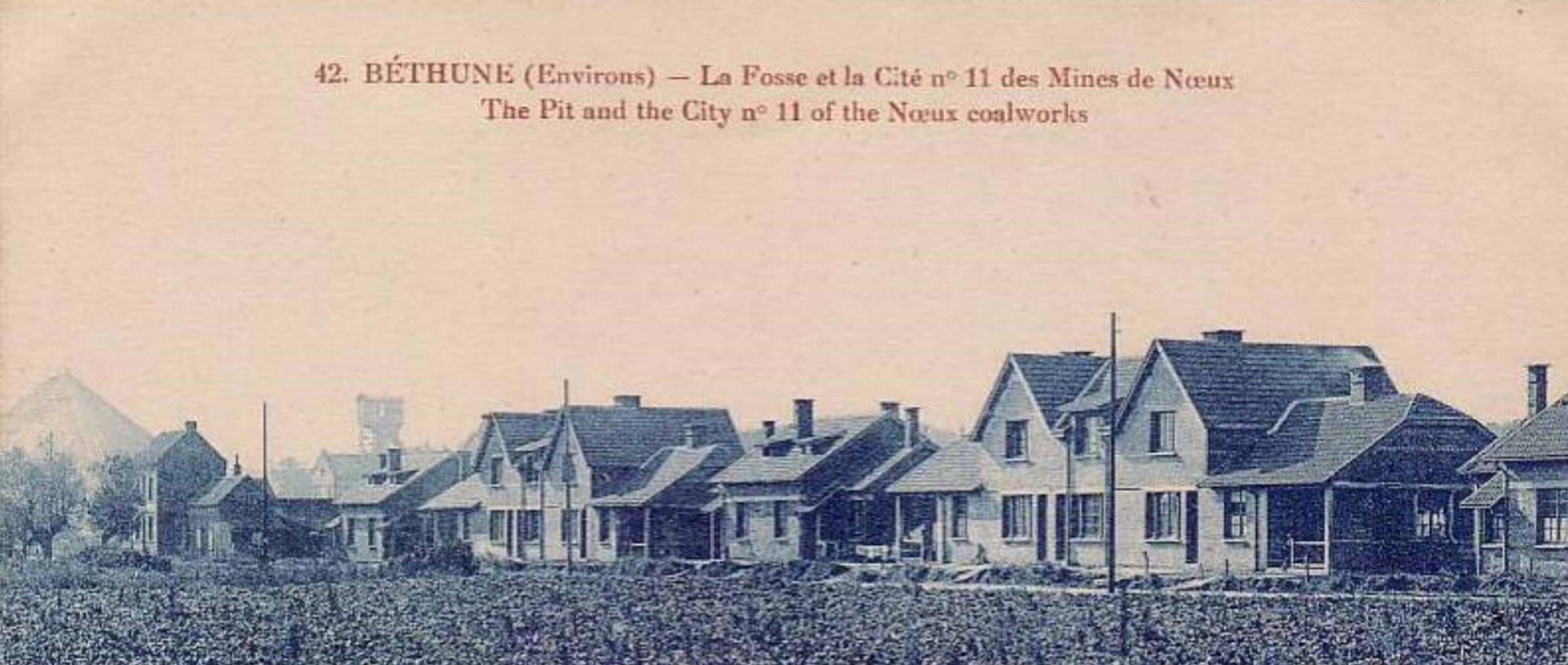
La Fosse et la Cité no 11 des Mines de Nœux.

À la fin de la Première Guerre mondiale, la commune est décorée de la croix de guerre 1914-1918 le 25 septembre 1920, distinction également attribuée à 276 autres communes du Pas-de-Calais.

## Politique et administration

### Rattachements administratifs et électoraux

#### Rattachements administratifs
La commune se trouve depuis 1926 dans l'arrondissement de Béthune du département du Pas-de-Calais.  
Elle faisait partie de 1793 à 1973 du canton de Béthune, année où elle intègre le nouveau canton de Béthune-Sud. Dans le cadre du redécoupage cantonal de 2014 en France, cette circonscription administrative territoriale a disparu, et le canton n'est plus qu'une circonscription électorale.

#### Rattachements électoraux
Pour les élections départementales, la commune fait partie depuis 2014 du canton de Nœux-les-Mines[réf. nécessaire].
Pour l'élection des députés, elle fait partie de la neuvième circonscription du Pas-de-Calais.

### Intercommunalité
Fouquières-lès-Béthune était membre de la communauté d'agglomération de l'Artois, un établissement public de coopération intercommunale (EPCI) à fiscalité propre créé en 2001 et auquel la commune avait transféré un certain nombre de ses compétences, dans les conditions déterminées par le code général des collectivités territoriales.
Dans le cadre des dispositions de la loi portant nouvelle organisation territoriale de la République du 7 août 2015, qui prévoit que les établissements publics de coopération intercommunale (EPCI) à fiscalité propre doivent avoir un minimum de 15 000 habitants, cette intercommunalité a fusionné avec sa voisine pour former, le 1er janvier 2017, la communauté  d'agglomération de Béthune-Bruay, Artois-Lys Romane dont est désormais membre la commune.

### Élections municipales et communautaires

#### Liste des maires
| Période                                  | Période                   | Identité          | Étiquette | Qualité                                                                 |
| ---------------------------------------- | ------------------------- | ----------------- | --------- | ----------------------------------------------------------------------- |
| Les données manquantes sont à compléter. |                           |                   |           |                                                                         |
|                                          |                           |                   |           |                                                                         |
| 1792                                     |                           | Louis Morel       |           |                                                                         |
| 1793                                     | 1800                      | Louis Edmond      |           |                                                                         |
| juin 1800                                | août 1800                 | Nicolas Delelis   |           | Agent municipal, maire provisoire et officier d'état civil              |
| août 1800                                | décembre 1807             | Paul Cousin       |           | Officier public                                                         |
| 1808                                     | avril 1823                | Nicolas Delelis   |           |                                                                         |
| 1823                                     | octobre 1875              | Florentin Delelis |           |                                                                         |
| 1875                                     | 1924                      | René d'Oresmieulx |           |                                                                         |
| 1925                                     |                           | Ernest Mannessier |           |                                                                         |
|                                          |                           |                   |           |                                                                         |
|                                          | 1977                      | Paul Vinot        |           | Expert agricole et foncier                                              |
| 1977                                     | juin 1998                 | Guy Emerton       |           | Directeur d'école                                                       |
| juillet 1998                             | mars 2001                 | Michel Beel       |           |                                                                         |
| mars 2001                                | mars 2008                 | Jean Lesot        |           |                                                                         |
| mars 2008                                | juin 2021,                | Jean-Paul Seulin, |           | Mandat écourté par la démission de plus d'un tiers du conseil municipal |
| juin 2021,                               | En cours (au 5 juin 2024) | Sophie Duby       |           | Professeur de lettres au collège Saint-Vaast                            |

## Équipements et services publics

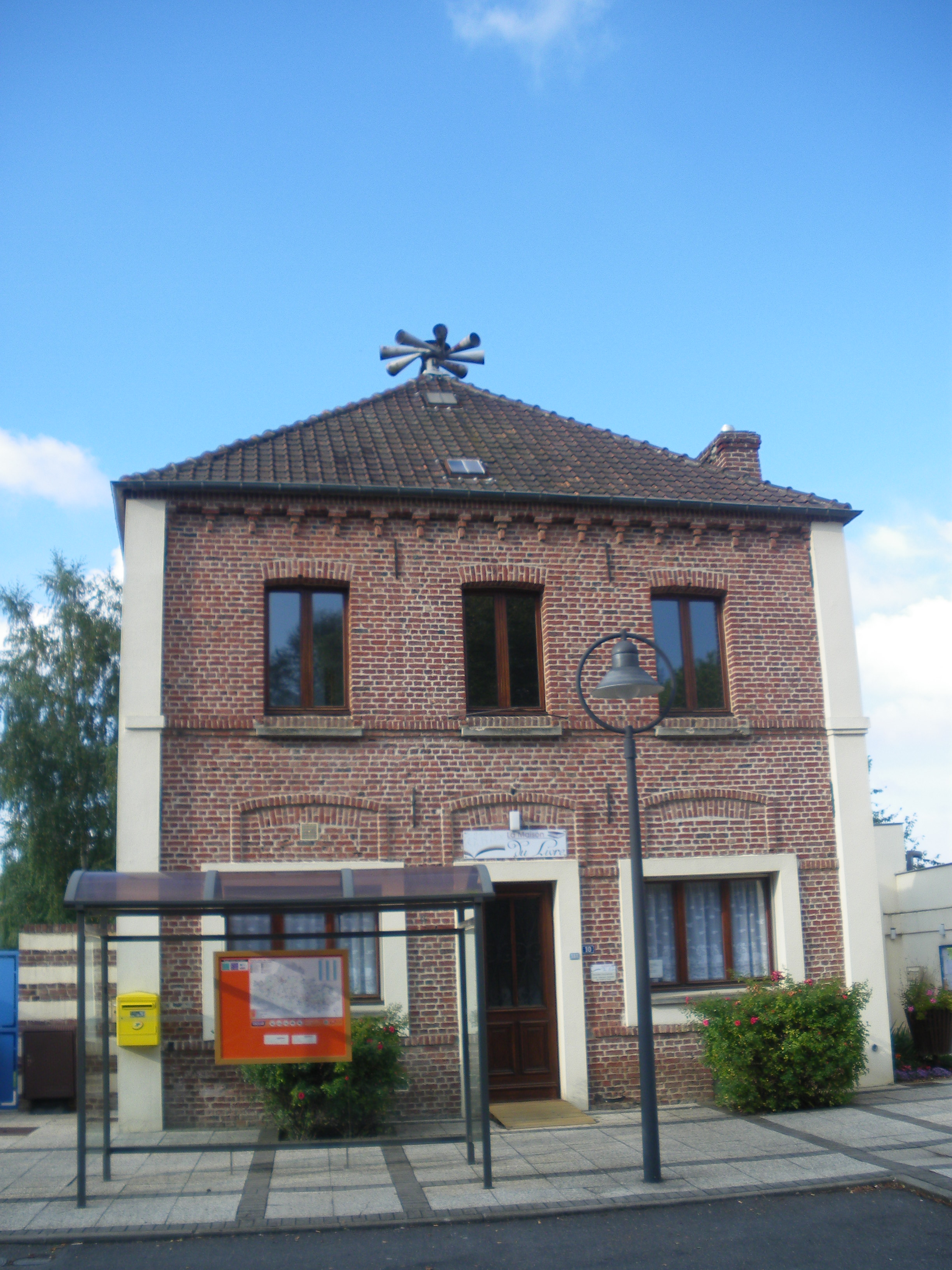
La maison du Livre, désormais fermée et remplacée par un cabinet médical.

### Espaces publics
La commune fait partie des villages labellisés Village Patrimoine, qui œuvrent à mettre en avant leurs patrimoines matériels et/ou immatériels (historique, culturel, naturel, architectural, etc.).

### Enseignement
Fouquières-lès-Béthune est située dans l'académie de Lille et dépend, pour les vacances scolaires, de la zone B.
La commune  administre l'école primaire Yves Duteil,.

### Santé
La commune dispose d'un centre d’action médico-sociale précoce (CAMSP), d'un cabinet médical et d'un kiné.

### Justice, sécurité, secours et défense
La commune dépend du tribunal judiciaire de Béthune, du conseil de prud'hommes de Béthune, de la cour d'appel de Douai, du tribunal de commerce d'Arras, du tribunal administratif de Lille, de la cour administrative d'appel de Douai, du pôle nationalité du tribunal judiciaire de Béthune et du tribunal pour enfants de Béthune.

## Population et société

### Démographie
Les habitants de la commune sont appelés les Fouquiérois.

#### Évolution démographique
L'évolution du nombre d'habitants est connue à travers les recensements de la population effectués dans la commune depuis 1793. Pour les communes de moins de 10 000 habitants, une enquête de recensement portant sur toute la population est réalisée tous les cinq ans, les populations de référence des années intermédiaires étant quant à elles estimées par interpolation ou extrapolation. Pour la commune, le premier recensement exhaustif entrant dans le cadre du nouveau dispositif a été réalisé en 2008.

En 2022, la commune comptait 1 111 habitants, en évolution de +3,45 % par rapport à 2016 (Pas-de-Calais : −0,72 %, France hors Mayotte : +2,11 %).
| 1793 | 1800 | 1806 | 1821 | 1831 | 1836 | 1841 | 1846 | 1851 |
| ---- | ---- | ---- | ---- | ---- | ---- | ---- | ---- | ---- |
| 243  | 267  | 263  | 308  | 366  | 353  | 351  | 358  | 385  |

| 1856 | 1861 | 1866 | 1872 | 1876 | 1881 | 1886 | 1891 | 1896 |
| ---- | ---- | ---- | ---- | ---- | ---- | ---- | ---- | ---- |
| 410  | 428  | 457  | 439  | 467  | 437  | 468  | 435  | 438  |

| 1901 | 1906 | 1911 | 1921 | 1926 | 1931 | 1936 | 1946 | 1954 |
| ---- | ---- | ---- | ---- | ---- | ---- | ---- | ---- | ---- |
| 471  | 525  | 547  | 676  | 548  | 519  | 504  | 596  | 594  |

| 1962 | 1968 | 1975  | 1982 | 1990  | 1999  | 2006  | 2008  | 2013  |
| ---- | ---- | ----- | ---- | ----- | ----- | ----- | ----- | ----- |
| 537  | 540  | 1 029 | 952  | 1 168 | 1 133 | 1 104 | 1 097 | 1 069 |

| 2018  | 2022  | - | - | - | - | - | - | - |
| ----- | ----- | - | - | - | - | - | - | - |
| 1 045 | 1 111 | - | - | - | - | - | - | - |

#### Pyramide des âges
En 2018, le taux de personnes d'un âge inférieur à 30 ans s'élève à 28,6 %, soit en dessous de la moyenne départementale (36,7 %). À l'inverse, le taux de personnes d'âge supérieur à 60 ans est de 34,0 % la même année, alors qu'il est de 24,9 % au niveau départemental.
En 2018, la commune comptait 494 hommes pour 551 femmes, soit un taux de 52,73 % de femmes, légèrement supérieur au taux départemental (51,5 %).
Les pyramides des âges de la commune et du département s'établissent comme suit.
| Hommes | Classe d’âge | Femmes |
| ------ | ------------ | ------ |
| 0,2    | 90 ou +      | 1,1    |
| 8,1    | 75-89 ans    | 11,6   |
| 21,5   | 60-74 ans    | 25,2   |
| 22,7   | 45-59 ans    | 20,1   |
| 15,4   | 30-44 ans    | 16,5   |
| 16,8   | 15-29 ans    | 11,6   |
| 15,4   | 0-14 ans     | 13,8   |

| Hommes | Classe d’âge | Femmes |
| ------ | ------------ | ------ |
| 0,5    | 90 ou +      | 1,6    |
| 5,6    | 75-89 ans    | 8,9    |
| 16,7   | 60-74 ans    | 18,1   |
| 20,2   | 45-59 ans    | 19,2   |
| 18,9   | 30-44 ans    | 18,1   |
| 18,2   | 15-29 ans    | 16,2   |
| 19,9   | 0-14 ans     | 17,9   |

### Sports et loisirs
La commune est traversée par le sentier de grande randonnée de pays GRP du bassin minier du Nord-Pas-de-Calais.
Depuis le 20 juin 2023, la commune possède également un city-stade nommé Bernard Carpentier, membre du conseil municipal pendant 13 ans, avant sa mort en 1989, dans la rue Basse, près de l'école.

### Cultes
Outre l'église paroissiale Saint-Vaast, un prieuré de l'ordre du Carmel est implanté dans la commune depuis 1922, à l'initiative de René d’Oresmieulx, ancien maire de la commune, à la suite d'un souhait de sa sœur Jeanne. La congrégation des Sœurs de l’Agneau est également présente, mais celle des « Servantes du Sacré-Cœur de Jésus » où œuvraient neuf sœurs polonaises, a quitté la commune en 2019 pour rejoindre le carmel de Pontoise. En 2023, le carmel, en tant que tel, ferme ses portes laissant la place à la Fraternité Saint-Thomas-Becket
 qui s'y installe en 2024.

## Économie

### Activités commerciales
La commune possède deux zones commerciales : Actipolis et Actipolis 2, créée plus récemment. Les deux zones se trouvent à un peu plus d'un kilomètre du centre-bourg. Elles proposent de nombreux services, qui vont d'un vendeur de cuisines à un magasin d'électroménager, en passant également par un marchand de fruits et légumes ou un magasin de sport. Elles sont construites en périphéries du centre-bourg et ne constituent de fait pas une "verrue" dans le paysage même du village.
On note dans le centre du village un débit de tabac ainsi qu'un marché qui s'installe les samedis matin.

## Culture locale et patrimoine

### Lieux et monuments

#### Site classé
Un site classé ou inscrit est un espace (naturel, artistique, historique…) profitant d'une conservation en l'état (entretien, restauration, mise en valeur...) ainsi que d'une préservation de toutes atteintes graves (destruction, altération, banalisation...) en raison de son caractère remarquable au plan paysager. Un tel site justifie un suivi qualitatif, notamment effectué via une autorisation préalable pour tous travaux susceptibles de modifier l'état ou l'apparence du territoire protégé.
Dans ce cadre, la commune présente un site classé par arrêté du 9 décembre 1929 : le vieux tilleul dans le cimetière.

#### Lieux et monuments
- L'ancienne ferme et château de La Gorce  Inscrit MH (1985, partiel)[53], des (XVIe et XIXe siècles)[54].

On peut également noter : 
- L'église Saint-Vaast[55],[56]. Elle héberge 25 éléments patrimoniaux, répertoriés dans la base Palissy, classés ou inscrits au titre d'objet des monuments historiques, dont cinq sont classés[57]. 
Elle abrite 25 éléments patrimoniaux classés et/ou inscrits au titre d'objet des monuments historiques[58]

- Le monument aux morts[59].

- Le château à Mouches, aujourd'hui carmel[60].
- Le château Le Roux de Bretagne (XIXe siècle).
- Le château Saint-Pry (de Cormont) (XIXe siècle)[61].
- Le château de Fouquières, élevé en 1811 par Augustin-Louis Doresmieulx (?-1822) et Alexandrine de Beaulaincourt de La Beuvrière. Le corps de ferme a été bâti par Céligne Enlart de Guémy (1821-1866), épouse de Charles-Alexandre Doresmieulx (1807-1888). Le château est resté dans la famille Doresmieulx jusqu'à la mort du dernier du nom de cette branche (René-Alexandre (1845-1944)). Il échoit alors à l'une de ses filles (Valentine (1888-1981), épouse de Henry Baudenet d'Annoux[62].
- La chapelle funéraire Doresmieulx dans le cimetière.
- Le prieuré de Foucquières :  Prieuré monastique au IXe siècle à proximité du Château de Fouquières[63]. Il renferma les reliques de saint Prix de Saint-Quentin.
- Le Fouquieres Churchyard Extension, cimetière militaire.

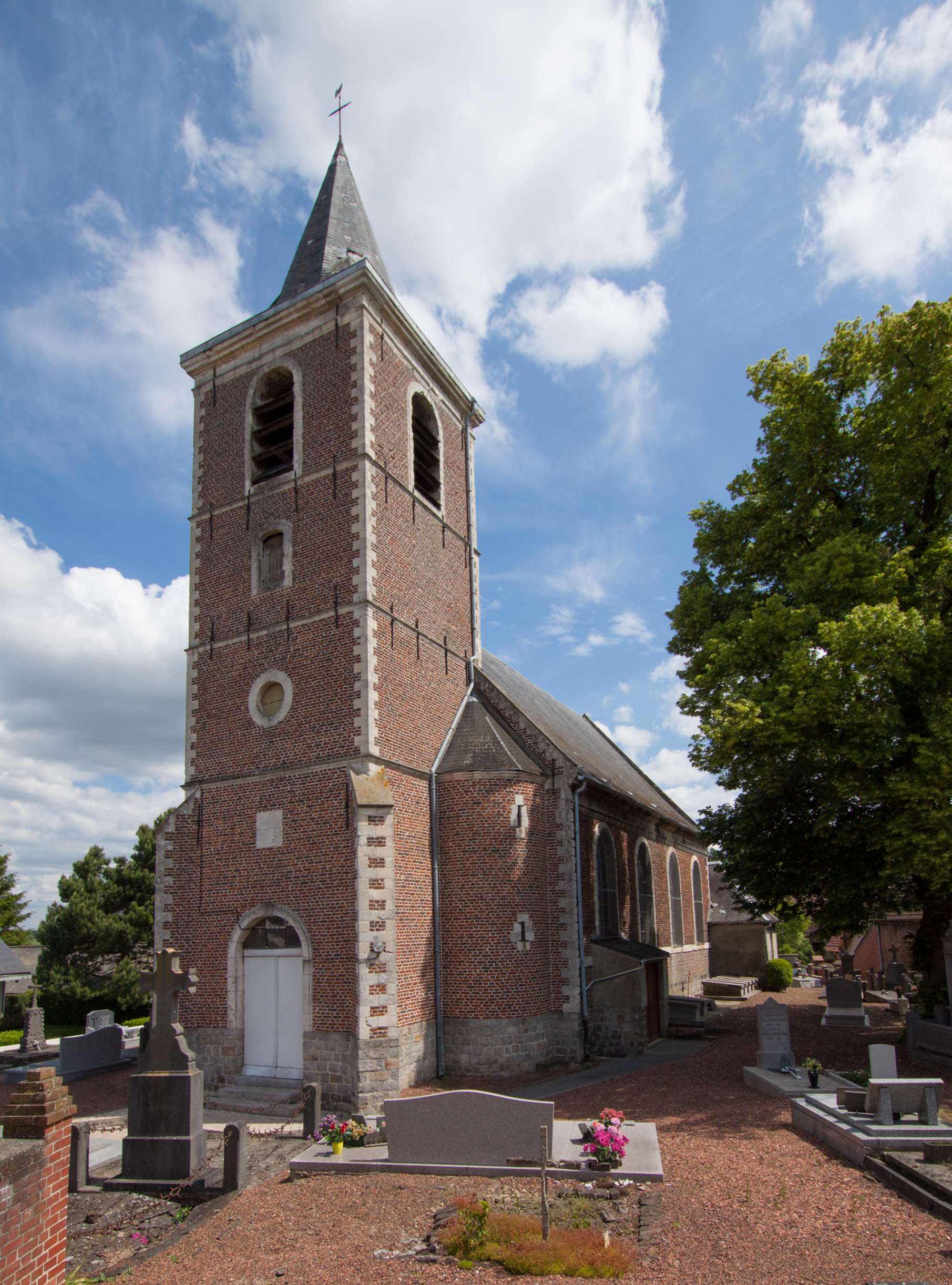
L'église Saint-Vaast.
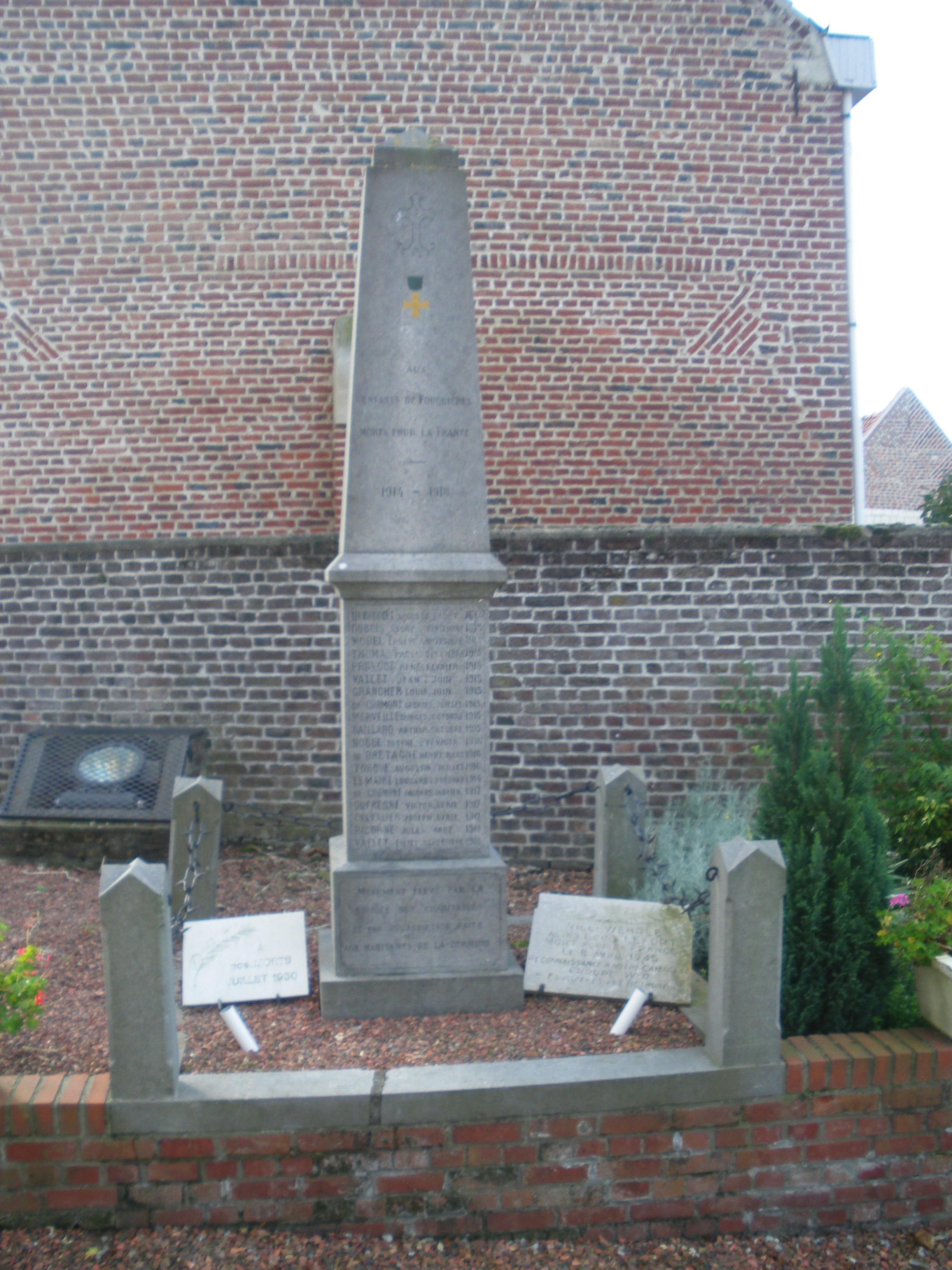
Le monument aux morts, situé à côté de l'église.
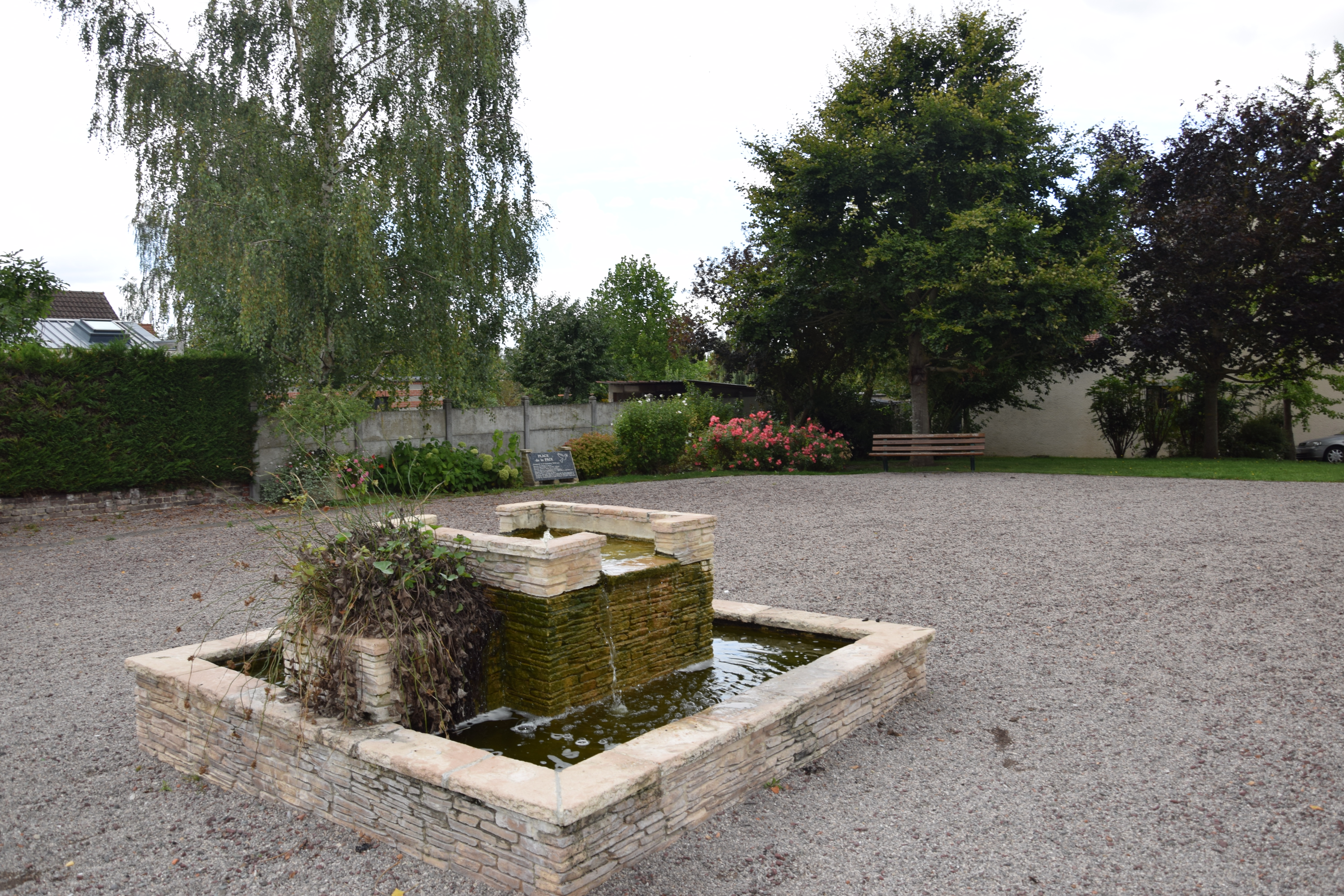
La place de la Paix.
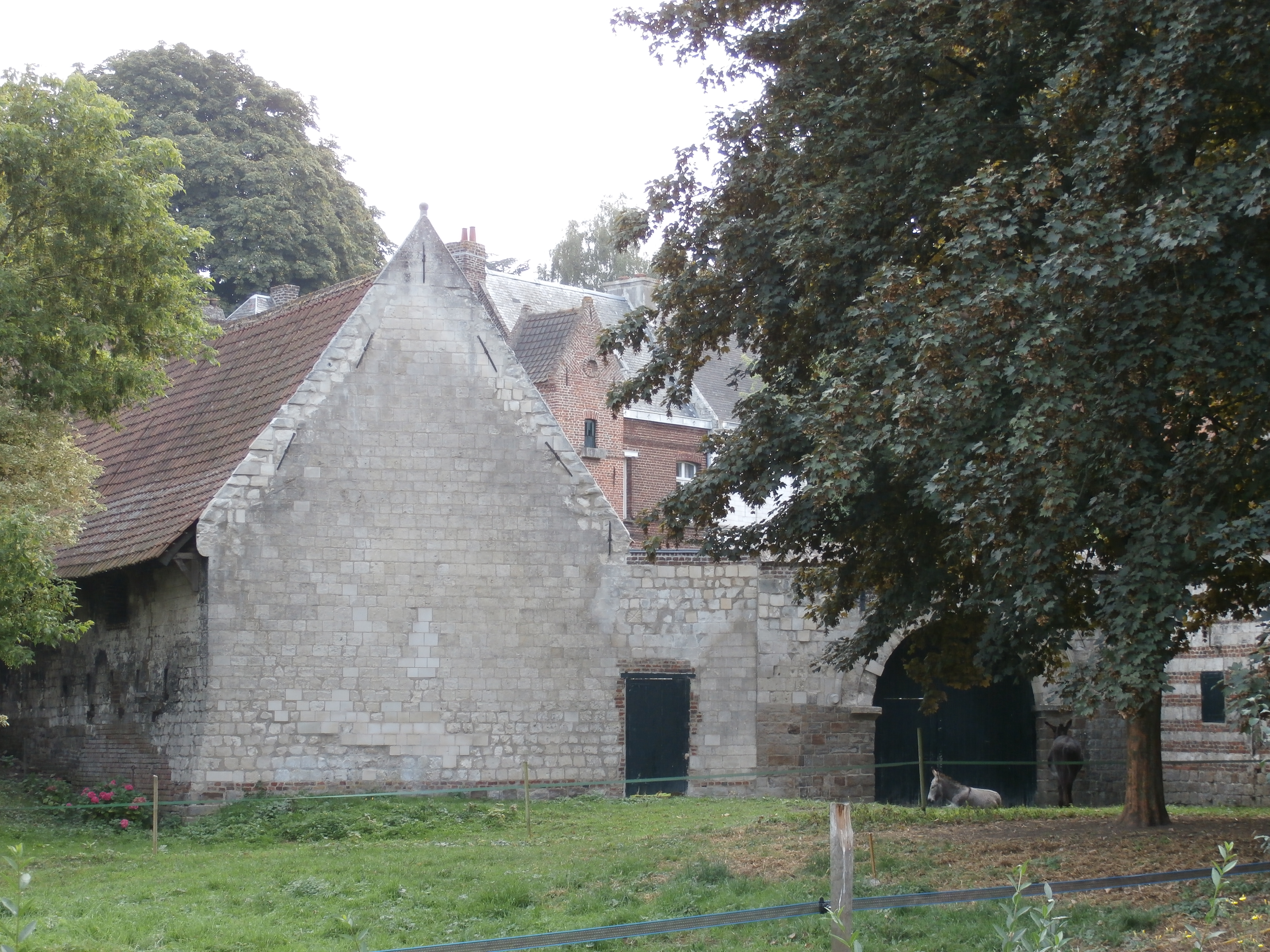
Le château-ferme.
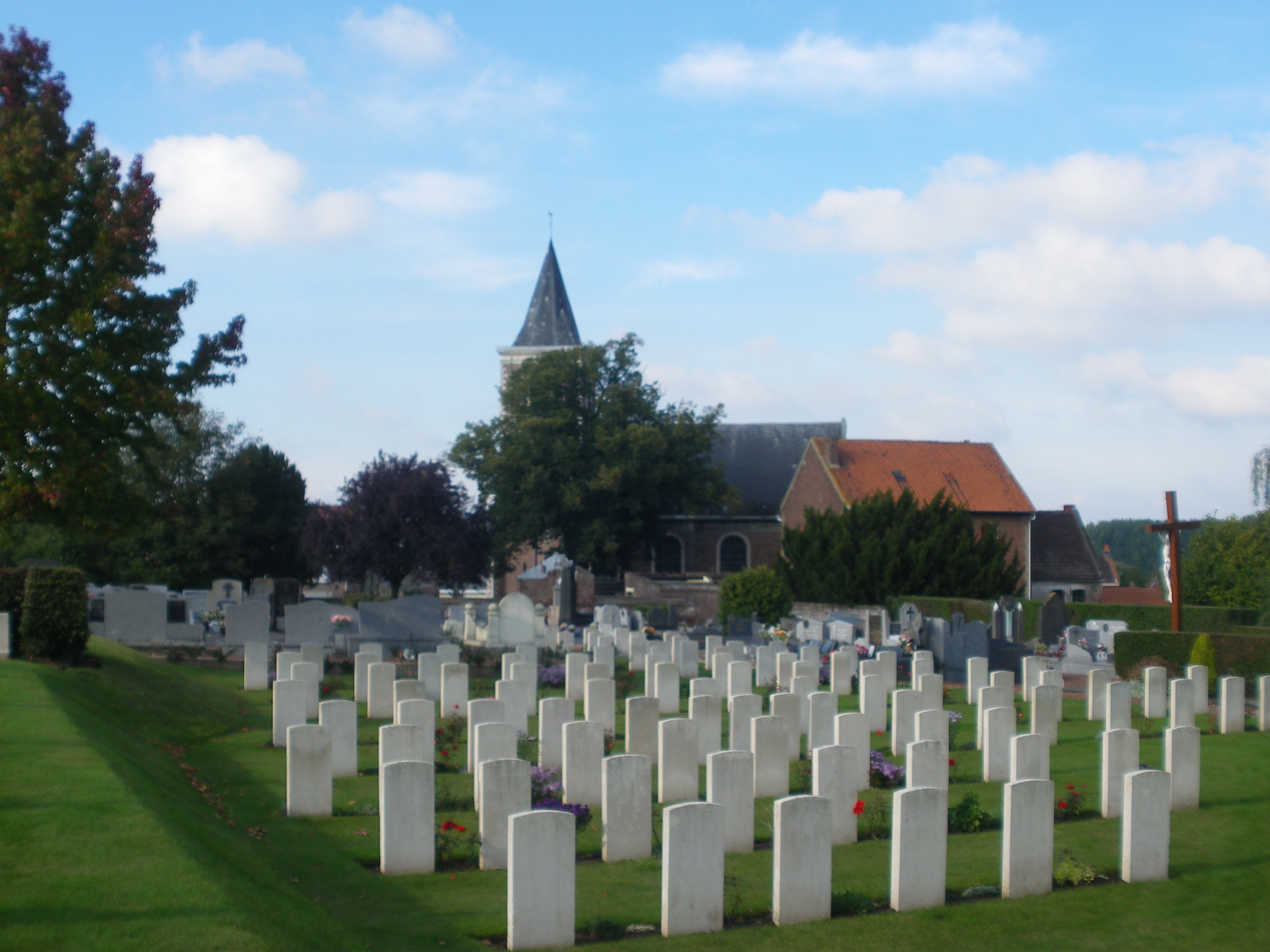
Le cimetière militaire de la Première Guerre mondiale.
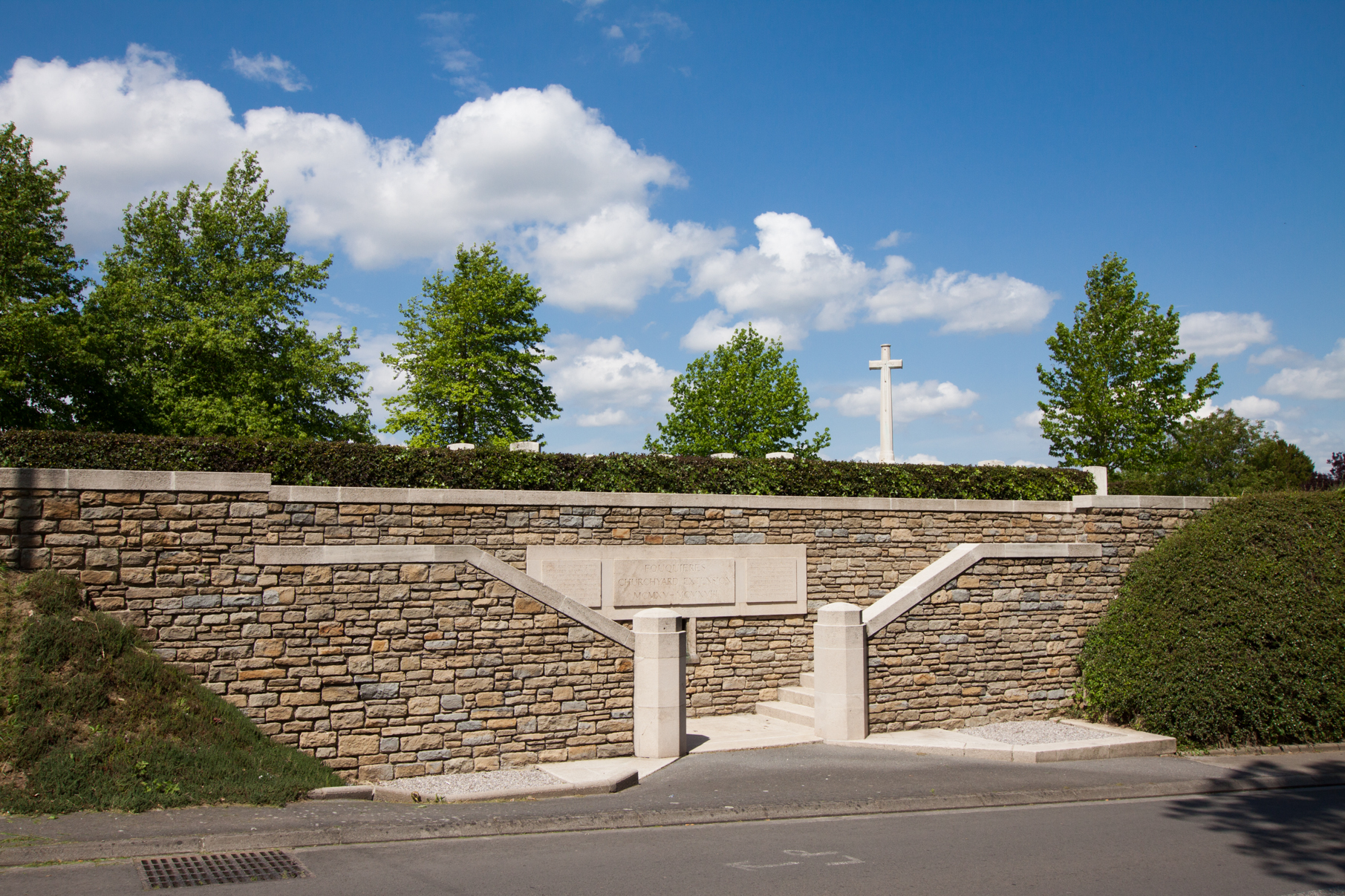
Autre vue du cimetière militaire.
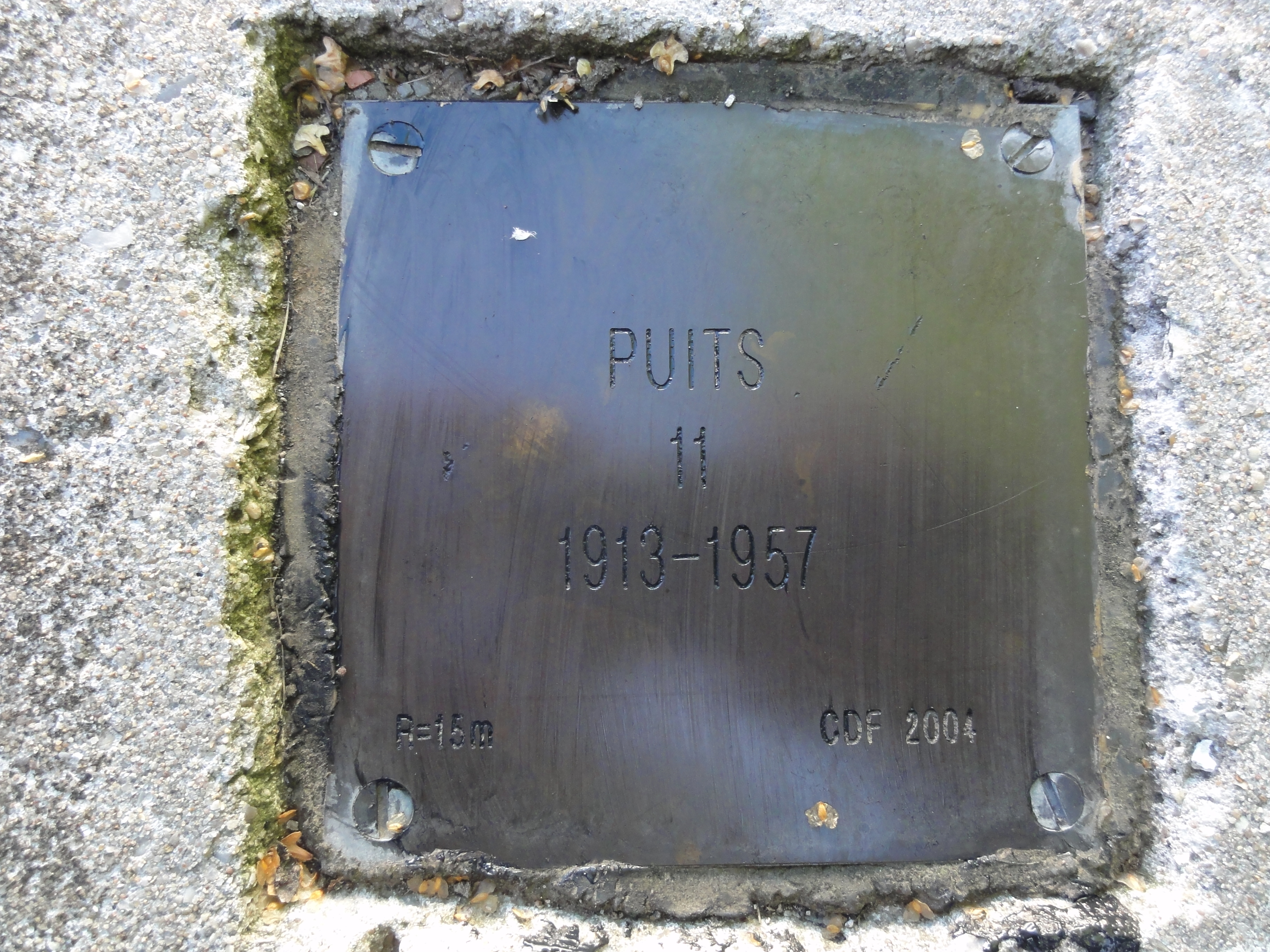
La fosse no 11 des mines de                    Nœux.

### Personnalités liées à la commune
- Jules Delelis (1827-1886), personnalité politique, né dans la commune.
- Pierre de La Gorce (1847-1934), magistrat et académicien, habite le château-ferme de la commune inscrit aux monuments historiques[64],[65].
- Willi Wehrle (1915-1945), résistant ayant demeuré à Fouquières-lez-Béthune.
- Géraldine Serbourdin (1958-), poétesse et dramaturge, est née à Fouquières-lès-Béthune.

### Héraldique, logotype et devise
| Blason de Fouquières-lès-Béthune | Blason  | D'or à la tête de Maure de sable tortillée d'argent accompagnée de trois roses de gueules. Ornements extérieursCroix de guerre 1914-1918         |
| Blason de Fouquières-lès-Béthune | Détails | La commune a repris en 1998 le blason de la famille Doresmieux, anciens seigneurs de Fouquières Le statut officiel du blason reste à déterminer. |

## Pour approfondir

#### Bases de données, dictionnaires et encyclopédies
- Ressources relatives à la géographie :   - Insee (communes)
  - Ldh/EHESS/Cassini
- Ressource relative à plusieurs domaines :   - Annuaire du service public français
- Notices d'autorité :   - BnF (données)